# Werkstättenverordnung
Die Werkstättenverordnung (WVO) definiert Aufgaben und Organisation der Werkstatt für behinderte Menschen (WfbM). Sie wurde gemäß § 55 Abs. 3 des Schwerbehindertengesetzes durch die Bundesregierung mit Zustimmung des Bundesrates erlassen.

## Regelungsinhalte
Die WVO regelt
- die fachlichen Anforderungen an die Werkstatt für Behinderte und
- das Verfahren zur Anerkennung als Werkstatt für Behinderte

Laut „Werkstättenverordnung“ soll eine WfbM mindestens 120 behinderten Mitarbeitern die Möglichkeit geben, Arbeit zur Teilhabe am Arbeitsleben anzubieten und die behinderungsbedingten Möglichkeiten des jeweiligen Werkstattbeschäftigten beachten. Die Werkstatt muss in ihrem Einzugsgebiet alle betroffenen Menschen aufnehmen, damit eine ortsnahe Förderung stattfinden kann. Die Werkstatt muss generell alle Menschen mit mentalen, psychischen und physischen Erkrankungen aufnehmen. Ausnahme bilden Menschen, die einer überdurchschnittlichen Pflege bedürfen, oder von denen eine starke Fremd- oder Eigengefährdung ausgeht.